# Большой Заполой
Большой Заполой — деревня в Белозерском районе Курганской области. Входит в состав Нижнетобольного сельсовета.

## История
До 1917 года входила в состав Мендерской волости Курганского уезда Тобольской губернии. По данным на 1926 год состояла из 66 хозяйств. В административном отношении являлась центром Заполойского сельсовета Белозерского района Курганского округа Уральской области.

## Население
| 1782 | 1912 | 1926 | 1989 | 2002 | 2010 |
| ---- | ---- | ---- | ---- | ---- | ---- |
| 36   | ↗268 | ↗283 | ↘54  | ↘39  | ↘25  |

По данным переписи 1926 года в деревне проживало 283 человека (123 мужчины и 160 женщин), в том числе: русские составляли 99 % населения.